# Досон (остров)

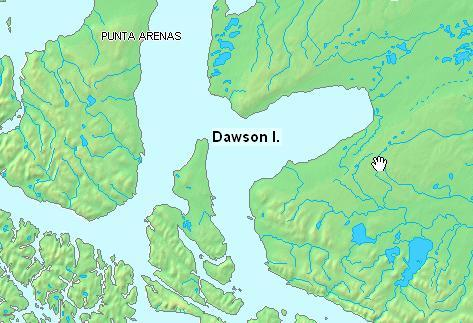

Остров Досон (исп. Isla Dawson) — один из островов Магелланова пролива, находящийся под юрисдикцией Чили. На острове проживает 301 человек (2002).

## История
Чарлз Дарвин прозвал остров Досон «островом смерти».
После военного переворота 1973 года необитаемый остров использовался в качестве концлагеря для высокопоставленных чиновников свергнутого режима. Всего заключённых насчитывалось 99 человек, среди них 6 высших политических чилийских деятелей — министр образования Эдгардо Энрикес Фродден, министр внутренних дел Хосе Тоа, министр иностранных дел Орландо Летельер, министр экономики Педро Вускович, сенатор Фернандо Флорес, генеральный секретарь КПЧ Луис Корвалан.